# Grace Groner
Grace Groner (4 avril 1909 - 13 janvier 2010) est une secrétaire américaine dont l'histoire a attiré une grande attention médiatique aux États-Unis en raison de la taille surprenante de sa fortune, malgré un mode de vie modeste. Orpheline dès son enfance, elle est adoptée par des voisins bienveillants dans la petite ville de Lake Forest dans l'Illinois. Après avoir obtenu un diplôme du Lake Forest College (en) en 1931, elle travaille comme secrétaire au Abbott Laboratories pendant plus de 40 ans.
Ce qui rend l'histoire de Grace Groner surprenante, c'est son investissement de 180 dollars en actions d'Abbott en 1935, qui, grâce aux dividendes réinvestis et à la croissance de l'entreprise, a atteint une valeur de plus de 7 millions de dollars à sa mort. Elle a fait don de la quasi-totalité de sa fortune à des œuvres caritatives, notamment en créant une bourse d'études pour les étudiants du Lake Forest College.
C'est l'un des exemples les plus frappants de la puissance des intérêts composés en bourse.

## Biographie
Groner nait en 1909 dans une petite communauté agricole du comté de Lake dans l'Illinois. Elle a une sœur jumelle nommée Gladys (décédée en avril 2007),. Après être devenues orphelines à l'âge de 12 ans, les deux sœurs sont recueillies par George Anderson, l'un des membres éminents de la communauté, qui finance leurs études au Lake Forest College (en) voisin, où elles obtiennent leur diplôme en 1931.
Pendant de nombreuses années, Groner vit avec Ann Findlay, une parente âgée de George Anderson, dans un petit appartement situé dans le bâtiment qui abrite le cinéma de Lake Forest, propriété de la famille Anderson. Elle ne s'est jamais mariée.
En 1935, Groner achète trois actions d'Abbott Laboratories de 60 dollars chacune, où elle travaille également pendant 43 ans. Au fil des ans, ses actions sont divisées de nombreuses fois, et elle réinvestit les dividendes à chaque fois,. Elle a peu de besoins, vit dans un petit cottage qui lui a été légué, achète des vêtements dans des ventes de charité, mais voyage beaucoup. Elle donne également de l'argent aux nécessiteux tout en gardant l'anonymat.
Au fil des ans, Groner reste proche de Lake Forest ; elle fait don de 180 000 dollars pour aider à lancer un fonds de bourses d'études et assiste aux matchs de football universitaire. En 2008, elle crée une fondation destinée à recevoir son patrimoine à sa mort. Il est estimé que la fondation rapporterait 300 000 dollars par an en intérêts sur son patrimoine.

### Décès et testament
Groner meurt le 19 janvier 2010. Après sa mort, il est révélé que son patrimoine s'élève à plus de sept millions de dollars et qu'il est légué à la fondation qu'elle a créée avant son décès. Elle avait exprimé son souhait que les revenus soient utilisés pour aider les étudiants du Lake Forest College en finançant des études indépendantes, des stages, des études internationales et des projets de service, ainsi qu'une éventuelle subvention pour un étudiant fréquentant une école de pharmacie.
Sa maison est rénovée par sa fondation et est actuellement occupée par deux étudiantes de dernière année du Lake Forest College qui ont apporté des contributions significatives à la communauté de l'université et qui ont reçu une subvention de la fondation. Les étudiantes vivent dans la maison en tant qu'invitées de Grace. Il est estimé que quelque 1 300 étudiants ont bénéficié de son testament. La maison est connue sous le nom de « Grace's Cottage ».